# Antonio de Olaguer y Feliú
Antonio Olaguer Feliú (Villafranca del Bierzo, 1742 – Madrid, 1813) è stato un militare e politico spagnolo che passò buona parte della sua carriera in Sudamerica, ricoprendo anche la carica di viceré del Río de la Plata.

## Biografia
Nato a Villafranca del Bierzo, in provincia di León, Olaguer Feliú venne inviato a Buenos Aires come militare specializzato durante il governatorato di Pedro de Cevallos. Prese parte all'assedio di Colonia del Sacramento del 1777. Fu nominato ispettore militare nel 1783.

Stemma di Antonio Olaguer Feliú, viceré del Río de la Plata.

Fu Governatore di Montevideo tra il 2 agosto 1790 ed l'11 febbraio 1797, ed in seguito divenne viceré del Río de la Plata, posizione che occupò tra il 2 maggio 1797 ed il 14 maggio 1799.
Durante il suo mandato dovette combattere la presenza delle forze britanniche e portoghesi nella regione di Río de la Plata, oltre ad un nascente sentimento rivoluzionario ispirato dalla recente rivoluzione francese. Aprì il porto di Buenos Aires al traffico internazionale, nel tentativo di stimolare le attività commerciali del Vicereame che soffriva le crescenti tensioni tra le potenze europee.

Stemma di Antonio Olaguer Feliú, Segretario di Guerra nominato da Carlo IV.

Al suo ritorno in Spagna fu nominato Segretario di Guerra da Carlo IV. Morì a Madrid nel 1813.